# Eiga Futari wa Pretty Cure Max Heart
Eiga Futari wa Pretty Cure Max Heart (映画 ふたりはプリキュア ＭａｘＨｅａｒｔ?, Eiga Futari wa Purikyua Makkusu Hāto, lett. "Futari wa Pretty Cure Max Heart - Il film") è un film del 2005 diretto da Junji Shimizu.
È il primo film d'animazione tratto dal franchise Pretty Cure di Izumi Tōdō e il primo relativo alla seconda serie Pretty Cure Max Heart.

## Trama
I coraggiosi guerrieri del Giardino della Speranza chiedono a Nagisa, Honoka e Hikari di proteggere il loro regno da una terribile ed infida strega che vuole rubare la Diamond Line, una collezione di gioielli che la loro regina indossa ogni anno alla cerimonia che rifornisce di energia la Fontana della Speranza, che viene poi diffusa in tutti gli universi. La strega progetta di riportare in vita Re Jaaku e, se ci riuscirà, non solo il Giardino della Speranza verrà distrutto, ma anche tutti gli altri regni esistenti nelle galassie, inclusi il Giardino dell'Arcobaleno (la Terra) e il Giardino della Luce.
Durante la cerimonia, la strega ruba il braccialetto della Diamond Line e il Giardino della Speranza, avendo perso il suo equilibrio, comincia a declinare. Le Pretty Cure, però, riescono a recuperarlo e, ottenendo il potere delle pietre dei coraggiosi guerrieri, sconfiggono la strega, riportando il Giardino al suo splendore.

## Personaggi esclusivi del film
Regina (女王?, Joō)
La regina del Giardino della Speranza, invia i sette guerrieri coraggiosi a chiedere alle Pretty Cure di proteggere il loro regno dalla strega. È una donna bella e gentile.
Assistente (執事?, Shitsuji)
L'assistente della regina, ha le sembianze di un montone. Presenta alla sovrana le Pretty Cure e Shiny Luminous.
Principe (王子?, Ōji)
Il principe del Giardino della Speranza, assomiglia molto a Fuji-P. È fifone e non ha molta forza fisica; tuttavia, tenendo molto al suo paese, vorrebbe seguire i coraggiosi guerrieri e le Pretty Cure nella tana della strega, ma non gli viene permesso.
Round (ラウンド?, Raundo)
Il leader dei guerrieri coraggiosi, è una rana rossa.
Square (スクエア?, Sukuea)
Il secondo guerriero, è una rana azzurra. È orgoglioso e scontroso. Non vuole l'aiuto delle Pretty Cure perché non si fida di loro, e le accusa di dipendere troppo l'una dall'altra, tanto da non potersi trasformare e combattere da sole. Alla fine, però, si affeziona a loro e non vuole che se ne vadano.
Marquise (マーキーズ?, Mākīzu)
Il terzo guerriero, è una rana rosa. Il più piccolo di tutti, è considerato una mascotte e, per il suo comportamento infantile, fa amicizia con Pollun. Durante la battaglia al Cimitero delle Navi, quando una di queste esplode, viene dato per morto, ma si scopre che in realtà è finito nelle piume del mantello della strega, che l'ha portato nel suo nascondiglio senza volerlo. Quando le Pretty Cure vengono sconfitte dalla strega e questa parte per il Giardino della Speranza per recuperare il braccialetto sottrattole, Marquise aiuta le Leggendarie Guerriere a tornare nel Giardino per la battaglia finale.
Oval (オーバル?, Ōbaru)
Il quarto guerriero, è una rana gialla. Ha sempre sonno.
Heart (ハート?, Hāto)
Il quinto guerriero, è una rana arancione.
Pair (ペア?, Pea)
Il sesto guerriero, è una rana verde.
Trilliant (トリリアント?, Toririanto)
Il settimo guerriero, è una rana viola molto intelligente. Porta gli occhiali.
Strega (魔女?, Majo)
Crudele e spietata, vuole impossessarsi della Diamond Line del Giardino della Speranza per riportare in vita Re Jaaku. Vive in una nave del Cimitero delle Navi e si fa servire dai pipistrelli. Grazie a una sfera e a uno specchio, è in grado di tener d'occhio i movimenti dei suoi nemici. È molto veloce e non esita ad eliminare i servitori inutili. Riesce a rubare il braccialetto della Diamond Line, ma alla fine viene sconfitta dalle Pretty Cure e Shiny Luminous. Durante la battaglia finale, si trasforma in un enorme diavolo alato.

## Oggetti magici
Diamond Line (ダイヤモンドライン?, Daiyamondo Rain)
È una collezione di diamanti che protegge il Giardino della Speranza, formata da una collana, un paio di orecchini e un braccialetto. Viene indossata una volta all'anno dalla regina, in occasione del suo compleanno, quando rifornisce di energia la Fontana della Speranza, che la diffonde poi in tutti i mondi dell'universo. Durante questa cerimonia, i raggi della Diamond Line vengono riflessi nell'acqua della fontana, donandole nuova energia.

## Trasformazioni e attacchi
- Attacco: Cure White e Cure Black si prendono per mano, diventando due Fulmini Bianco e Nero, che distruggono il nemico.
- Trasformazione (Emissarie d'oro (黄金の使者?, Kogane no shisha)): le Pretty Cure e Shiny Luminous si trasformano grazie al potere delle pietre dei coraggiosi guerrieri. Gli abiti assumono una sfumatura dorata e i cuori del costume diventano di diamante.

## Luoghi
Giardino della Speranza (希望の園?, Kibō no Sono)
Un mondo di speranza e sogni che vola nel cielo, è a forma di diamante ed è protetto dal dio rana Kerokero. Vi si giunge pronunciando una formula magica. Popolato da molti animali diversi, l'occupazione principale è raccogliere i diamanti sparsi per tutto il territorio. Anche il castello è formato da enormi diamanti. La Fontana della Speranza trasmette energia e speranza a tutti i mondi dell'universo e, se si prosciuga, il regno collasserà.
Cimitero delle Navi (船の墓場?, Fune no Hakaba)
Il nascondiglio della strega, in esso sono raccolte tutte le navi andate disperse nel Giardino dell'Arcobaleno.

## Colonna sonora
| Nº | Titolo CD | Numero tracce | Data uscita      |
| -- | --- | ------------- | ---------------- |
| 1  | Kokoro no chikara (心のチカラ?) | 4             | 25 maggio 2005   |
| 2  | Eiga Futari wa Pretty Cure Max Heart - Music Line Original Soundtrack (映画 ふたりはプリキュア ＭａｘＨｅａｒｔ Ｍｕｓｉｃ Ｌｉｎｅ オリジナル・サウンドトラック?) | 36            | 25 maggio 2005   |
| 3  | Precure eiga shudaika Collection (プリキュア映画主題歌コレクション?)                                                                                               | 20            | 16 febbraio 2011 |

### Sigle
La sigla originale di apertura è composta da Yasuo Kosugi con il testo di Kumiko Aoki, mentre quella di chiusura da h-wonder con il testo di Takahiro Maeda.
Sigla di apertura
- DANZEN! Futari wa Pretty Cure (Ver. Max Heart) (ＤＡＮＺＥＮ！ふたりはプリキュア （Ｖｅｒ．ＭａｘＨｅａｒｔ）?), cantata da Mayumi Gojō

Sigla di chiusura
- Kokoro no chikara (心のチカラ?), cantata da Shizuka Kudō

## Distribuzione
Il film è stato proiettato per la prima volta nelle sale cinematografiche giapponesi il 16 aprile 2005. Il VHS e il DVD sono usciti il 18 agosto 2005, mentre il Blu-ray il 18 marzo 2015.
È stato trasmesso a Taiwan il 6 luglio 2007 con il titolo Guāng zhīměi shàonǚ - mìmì huāyuán (光之美少女－秘密花園S, lett. "Le Ragazze della Luce - Il giardino segreto") e in Spagna sul canale Clan TVE il 5 aprile 2009 con il titolo Pretty Cure Max Heart: La película. In spagnolo il film è doppiato da Soundub.

## Accoglienza
Il film ha incassato un totale di 873.688.991 yen.

## Altri adattamenti
Un adattamento manga del film, disegnato da Futago Kamikita, è stato pubblicato da Kōdansha il 15 aprile 2005 con ISBN 4-06-334994-2. Alla fine è contenuto anche, come storia breve, il secondo capitolo del manga di Pretty Cure Max Heart, pubblicato con il numero 13 su Nakayoshi di aprile 2005. Il 5 giugno 2015 è stato ristampato.